# Comuna de Twardogóra
Twardogóra (polaco: Gmina Twardogóra) é uma gminy (comuna) na Polónia, na voivodia de Baixa Silésia e no condado de Oleśnicki. A sede do condado é a cidade de Twardogóra.
De acordo com os censos de 2004, a comuna tem 12 878 habitantes, com uma densidade 76,7 hab/km².

## Área
Estende-se por uma área de 167,99 km², incluindo:
- área agrícola: 46%
- área florestal: 44%

## Demografia
Dados de 30 de Junho 2004:
|                      | Total   | Total | Mulheres | Mulheres | Homens  | Homens |
| -------------------- | ------- | ----- | -------- | -------- | ------- | ------ |
|                      | pessoas | %     | pessoas  | %        | pessoas | %      |
| População            | 12 878  | 100   | 6476     | 50,3     | 6402    | 49,7   |
| Densidade (pop./km²) | 76,7    | 100   | 38,5     | 38,5     | 38,1    | 38,1   |

De acordo com dados de 2002, o rendimento médio per capita ascendia a 1425,04 zł.

## Subdivisões
- Bukowinka, Chełstów, Chełstówek, Dąbrowa, Domasławice, Drągów, Drogoszowice, Droździęcin, Gola Wielka, Goszcz, Grabowno Małe, Grabowno Wielkie, Łazisko, Moszyce, Nowa Wieś Goszczańska, Olszówka, Sądrożyce, Sosnówka.

## Comunas vizinhas
- Dobroszyce, Krośnice, Międzybórz, Oleśnica, Sośnie, Syców